# Kim Novak badade aldrig i Genesarets sjö
Kim Novak badade aldrig i Genesarets sjö är en roman av Håkan Nesser från 1998. Kim Novak badade aldrig i Genesarets sjö är en uppväxtskildring med drag av kriminalroman. Den brukar räknas som en höjdpunkt i Nessers författarskap. Romanen filmatiserades 2003.

## Handling
Handlingen utspelar sig 1962 i och utanför Kumla. Den fjortonårige Erik Wassmans mamma ligger för döden i cancer, och pappan ordnar så att Erik och kompisen Edmund får hålla till på sommarstället "Genesaret" tillsammans med Eriks 22-årige storebror Henry, reporter och fd sjöman, som ska skriva en bok. Under sommaren inleder Henry ett förhållande med Ewa Kaludis, som har varit lärarvikarie i pojkarnas skola och är beundrad för sin skönhet (därför jämförd med Kim Novak). Ewa är fästmö till den kände handbollsspelaren Berra Albertsson. En kväll kommer en blåslagen Ewa till Genesaret, misshandlad av sin fästman. Några dagar senare hittas Berra mördad på parkeringsplatsen i Genesaret (en bit från själva huset).
2002 utkom Nesser med Och Piccadilly Circus ligger inte i Kumla. Den är inte en fortsättning på Kim Novak badade aldrig i Genesarets sjö, men i likhet med den sistnämnda är en uppväxtskildring med kriminalinslag.

## Verklighetsbakgrund
I en kort dokumentär som sändes i anslutning till Sveriges Televisions visning av filmen den 19 december 2008 berättade Nesser att boken är baserad på verkliga händelser och i huvudsak bygger på vad förebilden till bokens berättare, verklighetens "Erik", berättat i samtal med författaren. Enligt "Erik" var det han som mördade "Berra" medan "Edmund" gömde mordvapnet. Nesser ska ha lovat "Erik" att inte avslöja dessa detaljer förrän tidigast 10 år efter publiceringen av boken. Under det tionde året ska emellertid fler personer ha hört av sig till Nesser med nya uppgifter som delvis motsäger "Erik", bland annat en syster till "Ewa" som påstod att hon i samtal med "Henry" fått veta att pojkarna är helt oskyldiga.
Samtidigt utkom Nesser också med "Sanningen i fallet Bertil Albertsson? Vitbok" som sägs lösa den verkliga mordgåtan som ligger till grund för boken Kim Novak badade aldrig i Genesarets sjö.